# Campionati mondiali di taekwondo 2005
I Campionati mondiali di taekwondo 2005 sono stati la 17ª edizione dei campionati mondiali di taekwondo, organizzati dalla World Taekwondo Federation, e si sono svolti a Madrid, in Spagna, dal 12 al 17 aprile 2005.

## Medagliati

### Maschile
| Specialità | Oro                        | Argento                        | Bronzo                                                  |
| -54 kg     | Kim Jin-Hee Corea del Sud  | Feirollah Nafjam Iran          | Seyfula Magomedov Russia / Gerardo Rodríguez Messico    |
| 58 kg      | Ko Seok-Hwa Corea del Sud  | Behzad Khodadad Kanjobeh Iran  | Dech Sutthikunkarn Thailandia / Dinh Thanh Long Vietnam |
| 62 kg      | Kim Jae-Sik Corea del Sud  | Marcio Wenceslau Brasile       | Kivanç Dinçsalman Turchia / Ilan Goldschmidt Israele    |
| 67 kg      | Mark López Stati Uniti     | Song Myeong-Seob Corea del Sud | Dennis Bekkers Paesi Bassi / Aritz Itsisoa Spagna       |
| 72 kg      | Hadi Saei Boneh Kohal Iran | Alan Akoyev Russia             | Takahino Niimi Giappone / Carlos Vásquez Venezuela      |
| 78 kg      | Steven López Stati Uniti   | Ali Tajik Iran                 | Rosendo Alonso Spagna / Daniel Jukic Australia          |
| 84 kg      | Oh Seon-Taek Corea del Sud | Jon García Spagna              | Yossef Karami Iran / Bruno Ntep Francia                 |
| +84 kg     | Rubén Montesinos Spagna    | Abdelkader Zrouri Marocco      | Leonardo Basile Italia / Heo Jun-Nyung Corea del Sud    |

### Femminile
| Specialità | Oro                            | Argento                     | Bronzo                                                  |
| -47 kg     | Belén Asensio Spagna           | Yu Eun-Young Corea del Sud  | Sumeyye Gulec Germania / Mandy Meloon Stati Uniti       |
| 51 kg      | Wang Ying Cina                 | Brigitte Yagüe Spagna       | Nevena Lukic Austria / Daynelli Montejo Cuba            |
| 55 kg      | Kim Bo-Hye Corea del Sud       | Zeynep Murat Turchia        | Eman Ahmed Helmy Egitto / Orphée Ladouceur Canada       |
| 59 kg      | Diana López Stati Uniti        | Kim Sae-Rom Corea del Sud   | Bineta Diedhiou Senegal / Karine Sergerie Canada        |
| 63 kg      | Edna Díaz Messico              | Su Liwen Taiwan             | Carmen Marton Australia / Chonnapas Premwaew Thailandia |
| 67 kg      | Hwang Kyung-Seon Corea del Sud | Gwladys Épangue Francia     | Ibone Lallana Spagna / Sandra Šarić Croazia             |
| 72 kg      | Natália Falavigna Brasile      | Sarah Stevenson Regno Unito | Atziber los Arcos Spagna / Jung Sun-Young Corea del Sud |
| +72 kg     | Sin Kyung-Hyeon Corea del Sud  | Iniabelle Díaz Porto Rico   | Liu Riu Cina / Laurence Rase Belgio                     |

## Medagliere
| Posizione | Paese         | Oro | Argento | Bronzo | Totale |
| --------- | ------------- | --- | ------- | ------ | ------ |
| 1         | Corea del Sud | 7   | 3       | 2      | 12     |
| 2         | Stati Uniti   | 3   | 0       | 1      | 4      |
| 3         | Spagna        | 2   | 2       | 4      | 8      |
| 4         | Iran          | 1   | 3       | 1      | 5      |
| 5         | Brasile       | 1   | 1       | 0      | 2      |
| 6         | Cina          | 1   | 0       | 1      | 2      |
| 6         | Messico       | 1   | 0       | 1      | 2      |
| 8         | Francia       | 0   | 1       | 1      | 2      |
| 8         | Turchia       | 0   | 1       | 1      | 2      |
| 8         | Russia        | 0   | 1       | 1      | 2      |
| 11        | Marocco       | 0   | 1       | 0      | 1      |
| 11        | Porto Rico    | 0   | 1       | 0      | 1      |
| 11        | Regno Unito   | 0   | 1       | 0      | 1      |
| 11        | Taiwan        | 0   | 1       | 0      | 1      |
| 15        | Australia     | 0   | 0       | 2      | 2      |
| 15        | Canada        | 0   | 0       | 2      | 2      |
| 15        | Thailandia    | 0   | 0       | 2      | 2      |
| 18        | Germania      | 0   | 0       | 1      | 1      |
| 18        | Austria       | 0   | 0       | 1      | 1      |
| 18        | Belgio        | 0   | 0       | 1      | 1      |
| 18        | Croazia       | 0   | 0       | 1      | 1      |
| 18        | Cuba          | 0   | 0       | 1      | 1      |
| 18        | Egitto        | 0   | 0       | 1      | 1      |
| 18        | Israele       | 0   | 0       | 1      | 1      |
| 18        | Italia        | 0   | 0       | 1      | 1      |
| 18        | Giappone      | 0   | 0       | 1      | 1      |
| 18        | Paesi Bassi   | 0   | 0       | 1      | 1      |
| 18        | Senegal       | 0   | 0       | 1      | 1      |
| 18        | Venezuela     | 0   | 0       | 1      | 1      |
| 18        | Vietnam       | 0   | 0       | 1      | 1      |
|           | TOTALE        | 16  | 16      | 32     | 64     |